# نظام عد ستيني
نظام العد الستيني (بالإنجليزية: Sexagesimal Numeral System)‏ هو نظام عد قاعدته ستينية. اخترع السومريون هذا النظام في الألفية الثالثة ق م، ونقلها عنهم البابليون، وهو ما زال مستخدمًا في قياس الزمن والزوايا الهندسية ونظام الإحداثيات الجغرافية.
الرقم 60 يمكن تحليله إلى 12 عدد، وهي { 1, 2, 3, 4, 5, 6, 10, 12, 15, 20, 30, 60 } من بينها 2، 3، 5 وهي أعداد أولية.

## روابط الخارجية
- رقائق الحقائق في حساب الدرج والدقائق هو كتاب من عام 1825، في اللغة العربية، التي تعتبر أول نشر لمناقشة كسور النظام الستيني والأعمال ذات الصلة